# 勝北郡
勝北郡是過去位於日本岡山縣東北部的一郡，已於1900年4月1日與勝南郡合併為勝田郡。
過去的範圍為現在的奈義町全部地區、勝央町東北部地區、津山市東部地區、美作市西北部地區。

## 歷史
在令制國時代最初為美作國勝田郡的一部份，後來，勝田郡被分割為勝南郡和勝北郡。

### 沿革
- 1889年6月1日：實施町村制，勝北郡下設：北吉野村、豐田村、豐並村、植月村、古吉野村、吉野村、勝田村、梶並村、新野村、廣戶村、勝加茂村、廣野村、瀧尾村。（13村）
- 1900年4月1日：勝南郡和勝南郡合併為勝田郡。